# Neider Moreira
Neider Moreira de Faria (Itaúna, 23 de março de 1965) é um médico e político brasileiro do estado de Minas Gerais. Foi vereador na cidade de Itaúna de 1997 a 2000. Ocupou o cargo de Deputado Estadual pelo estado de Minas Gerais, de 2003 a 2015 estando afastado no período de 10 de agosto de 2004 a 30 de março de 2006, quando ocupou o cargo de Secretário de Estado Extraordinário para Assuntos de Reforma Agrária. 
No dia 2 de outubro de 2016 foi eleito prefeito de Itaúna, para o período 2017 a 2020
, com 34.606 votos, 66.81%. Foi reeleito em 2020 com 19.375 votos (44,06% do total).